# Physogyne gonzalezii
Physogyne gonzalezii är en orkidéart som först beskrevs av Louis Otho Otto Williams, och fick sitt nu gällande namn av Leslie Andrew Garay. Physogyne gonzalezii ingår i släktet Physogyne och familjen orkidéer. Inga underarter finns listade i Catalogue of Life.